# Irene Skliva
Irene Skliva (n. 4 aprilie 1978, Atena, Grecia) este un fost fotomodel grec. A fost aleasă în 1996 Miss World.
După câștigarea titlului de Miss World, Skliva s-a întors în Grecia, unde a început o carieră de moderatoare la televiziune. Ea apare pe copertele a numeroase reviste grecești, cum ar fi Diva și Ruj. Skliva este reprezentată de către  agenția Ace Models.
Irene s-a căsătorit în septembrie 2002 și a născut în iulie 2003 o fetiță.
În timpul Jocurilor Olimpice de vară din 2004, Skliva a făcut parte din grupul de prezentatori și ca și alte celebrități, a semnat pe măslinul situat în parcul de distracții din Atena.